# Vellinge
Vellinge ist ein Ort in der Provinz Skåne län und historischen Provinz Schonen in Südschweden. Vellinge liegt etwa 12 km südlich von Malmö und ist Hauptort der gleichnamigen Gemeinde.
Der Ort hat ein Gymnasium (Sundsgymnasiet) und drei Grundschulen: Södervångsskolan, Rosentorpsskolan und Herrestorpsskolan.
Der Klockaredös ist ein Dolmen (schwedisch dös) am Klockaredösvägen, östlich von Vellinge.

## Persönlichkeiten
- Axel Ebbe (1868–1941), Bildhauer und Autor
- Ernst Norlind (1877–1952), Maler und Schriftsteller
- Tobias Norlind (1879–1947), Musikhistoriker, Museumsdirektor und Autor